# Biserica Oborul Nou
Biserica Oborul Nou, cu numele sau vechi Oborul din Vii, cunoscută și sub numele de Biserica Avrig sau Biserica Popa Lazăr după numele primului ei preot slujitor, este o biserică ortodoxă construită între anii 1850-1854, fiind situată la intersecția străzii Avrig cu strada Popa Lazăr din București. Biserica are hramul Sfinții Împărați Constantin și Elena.
De-a lungul timpului, biserica a mai serbat hramul Sf. Vasile cel Mare, hramul Izvorul Tămăduirii și hramul Adormirea Maicii Domnului.

## Istoric
La 12 iunie 1850 un număr de 150 locuitori ai mahalalei "Oborul Nou", în frunte cu Costache  Deftu (sau Deftulescu), cel care va fi ctitorul bisericii, și soția sa Anastasia, se hotărăsc să clădească o biserică pe locul donat de Grigore Ghica, din moșia sa.
Trei ani mai târziu (30 mai 1853) Mitropolia aprobă construirea lăcașului și la 18 septembrie 1854 are loc slujba de sfințire a noii biserici. La 8 noiembrie 1854 este hirotonisit preot Lazăr Sin Stan, dascăl la biserica satului Sohatu.
Merită reținut că din 1896 până în 1907 a funcționat aici o școală pentru copiii mahalalei, înființată de dascălul Dumitrache Popescu, la ordinul lui Petrache Poenaru, pe atunci directorul Școalelor Naționale. Vara, în curtea bisericii, iarna - într-una din casele bisericii, 50-60 de copii învățau aritmetica, citirea, istoria și geografia.
Biserica a suferit mai multe reparații și restaurări:
- 1888 - reparație radicală și unele îmbunătățiri
- 1899 - biserica a fost împodobită cu o noua tâmplă
- 1913 - pictorul Ioan Simionescu repictează biserica
- 1943 - repararea interiorului și exteriorului; restaurarea picturii
- 1963 - o noua spălare și restaurare a picturii
- 1971 - se face instalația de încălzire cu gaze a bisericii
- 1973 - a fost terminata instalația de apă din altar
- 1977 - după devastatorul cutremur, biserica a fost consolidată ăi pictura restaurată
- 1982 - biserica a fost resfințită